# هشاشة المنشآت النووية للهجوم

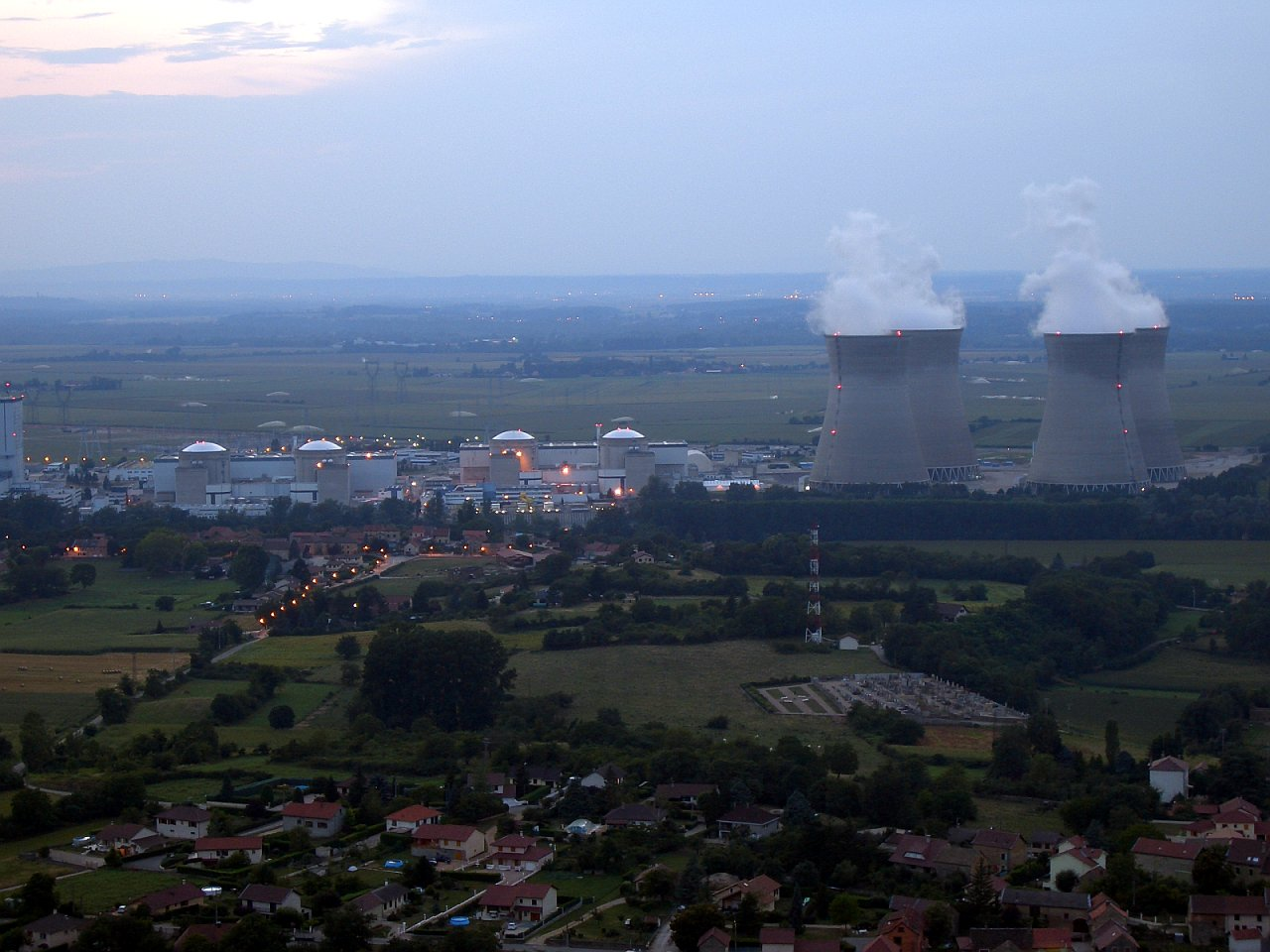
محطة طاقة نووية (محطة بوجيي) وانبعاث بخار الماء من التوربينات البخارية

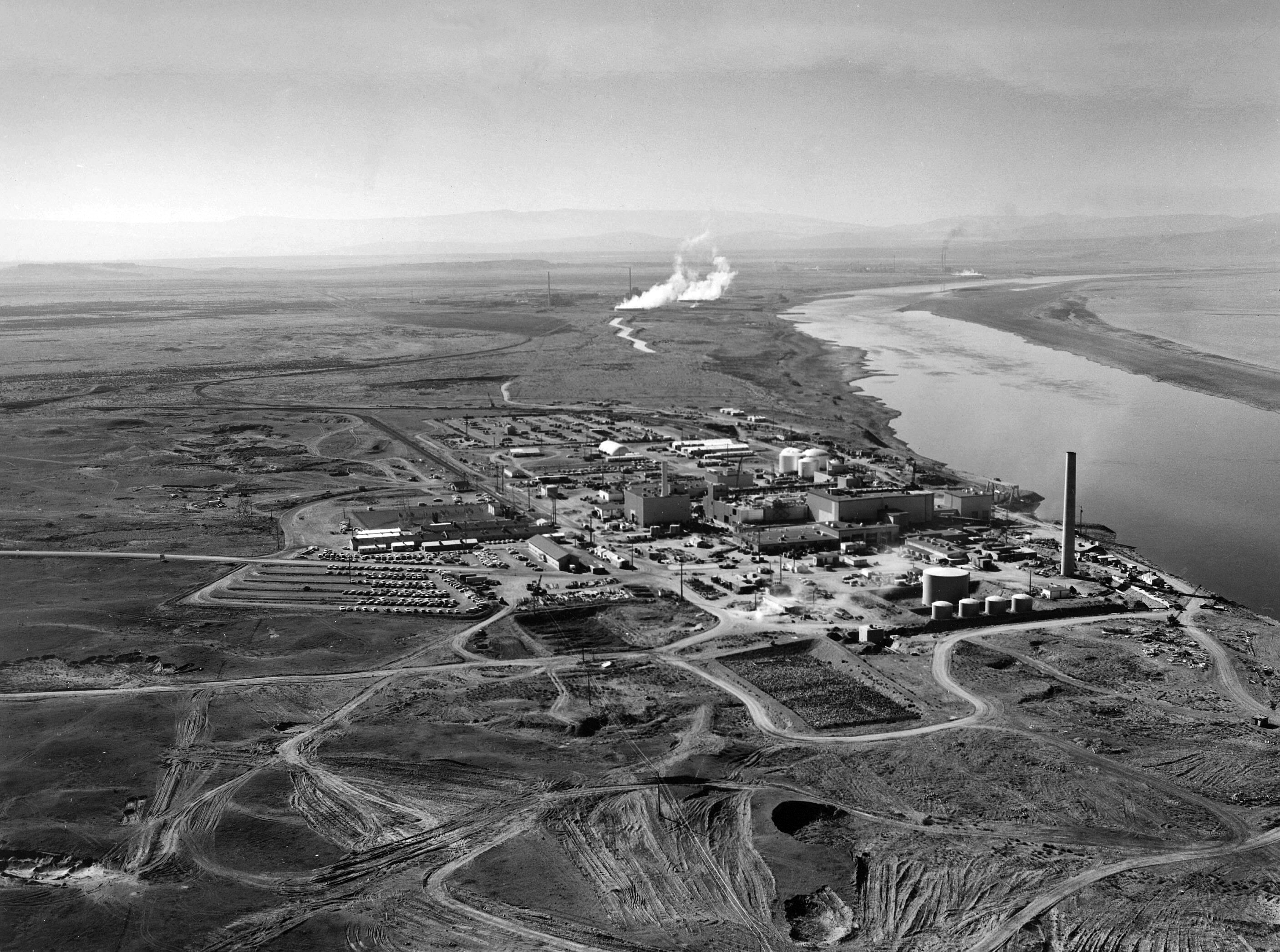
يمثل موقع هانفورد ثلثي النفايات المشعة عالية المستوى في أمريكا من حيث الحجم. وتفاعل المفاعلات النووية مع ضفة النهر في موقع هانفورد على طول نهر كولومبيا في يناير 1960.

هشاشة المنشئات النووية للهجوم هو تعرض المنشئات النووية لهجوم متعمد وهو مصدر قلق في مجال السلامة والأمن النووي على مستوى انحاء العالم.

## المنشئات النووية
تشمل المنشئات النووية كلا من:
- محطات الطاقة النووية
- مفاعلات الأبحاث المدنية
- منشآت الوقود البحري
- محطات تخصيب اليورانيوم
- محطات تصنيع الوقود
- مناجم اليورانيوم

## أنواع التهديدات
يكون التهديد من عدة أنواع مثل:
1. هجمات أرضية مثل الكوماندوز.
2. هجمات خارجية مثل تحطم طائرة في محطة نووية.
3. هجمات إلكترونية.
4. فيضانات مفتعلة.

## احداث 11 سبتمبر

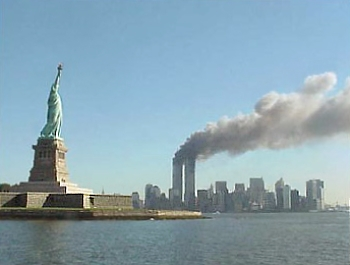
صورة لبرجي التجارة العالميين في نيويورك بعد اصطدام الطائرة الأولى بالبرج الشمالي.

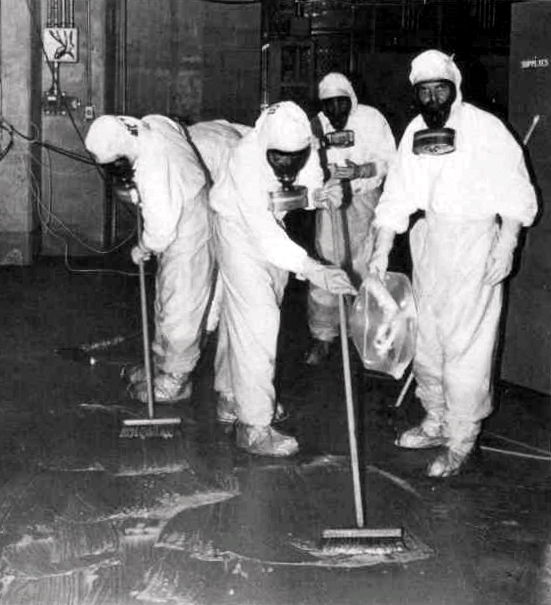
طاقم تنظيف يعمل على إزالة التلوث الإشعاعي بعد حادث جزيرة ثلاثة أميال

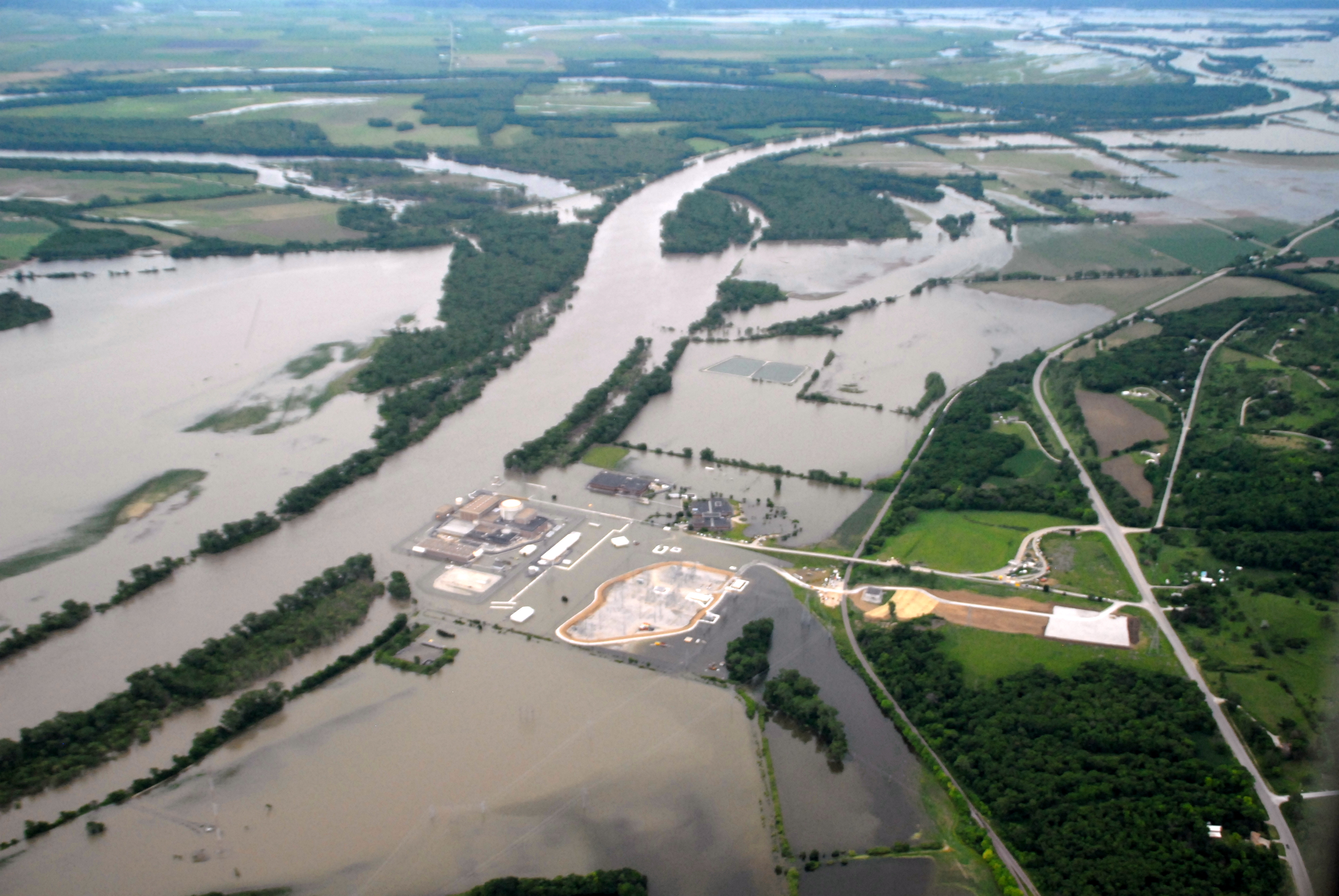
فيضانات محطة فورت كالهون النووية

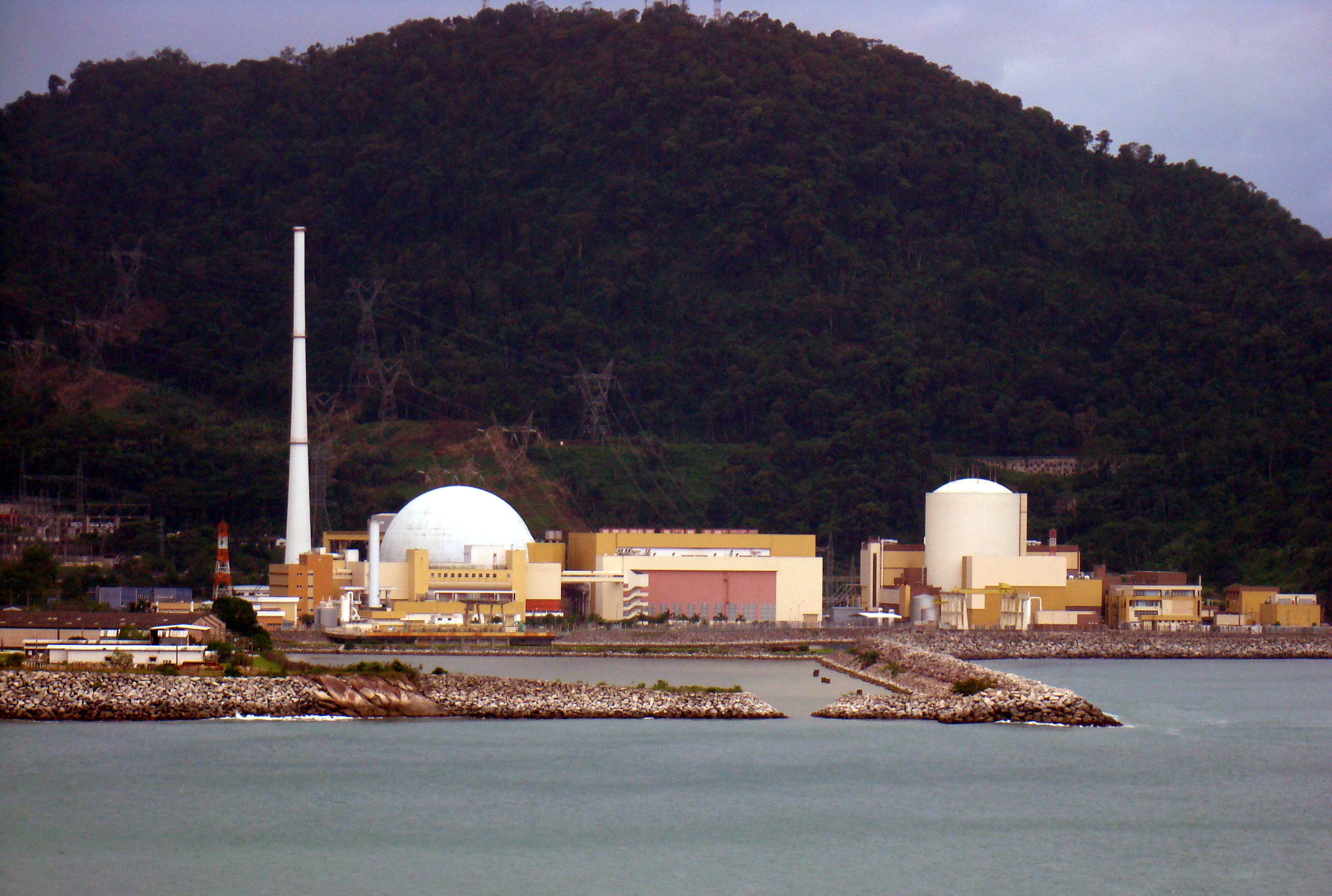
البرازيل - مفاعل الطاقة النووي

صرحت الولايات المتحدة في 11 سبتمبر 2001 أن محطات الطاقة النووية كانت أهداف محتملة في هجمات 11 سبتمبر 2001 حيث تمكنت الجماعات الإرهابية من إتلاف أنظمة السلامة بما يكفي لإحداث انهيار أساسي في محطة للطاقة النووية وإلحاق ضرر كافي حيث سيؤدي هذا الهجوم إلى تلوث إشعاعي واسع النطاق.

## الأحداث العالمية
قال اتحاد العلماء الأمريكيين إنه إذا كان استخدام الطاقة النووية يتوسع بشكل كبير فسيتعين جعل المنشئات النووية آمنة للغاية من الهجمات التي قد تطلق كميات هائلة من النشاط الإشعاعي في المجتمع.
تتميز تصاميم المفاعلات الجديدة بالأمان النووي السلبي والتي قد تساعد بعض الشيء.
في الولايات المتحدة تجري لجنة التنظيم النووي تدريبات بمصطلح «القوة على القوة» في جميع مواقع محطات الطاقة النووية مرة واحدة على الأقل كل ثلاث سنوات.
أصبحت المفاعلات النووية أهداف مفضلة خلال الصراع العسكري وعلى مدار العقود الثلاثة الماضية تعرضت لهجمات متكررة خلال الغارات الجوية العسكرية. 
أظهرت أعمال العصيان المدني المختلفة منذ عام 1980 من قبل مجموعة بلوشير للسلام حول كيفية احتمالية اختراق مرافق الأسلحة النووية وتمثل تصرفات المجموعة انتهاكات غير عادية للأمن في مصانع الأسلحة النووية في الولايات المتحدة.
شكك خبراء سياسيين في عدم الانتشار حيث تعتبر مواد الأسلحة النووية الموجودة في السوق السوداء مصدر قلق عالمي وهناك قلق بشأن احتمال قيام جماعة مسلحة بتفجير قنبلة قذرة في مدينة كبرى. 
يتزايد عدد الهجمات الإلكترونية وتطورها حيث تعتبر ستوكسنت وهي دودة كمبيوتر تم اكتشافها في يونيو 2010 ويعتقد أن الولايات المتحدة وإسرائيل قد صنعتها لمهاجمة المنشئات النووية الإيرانية حيث أغلقت أجهزة السلامة مما تسبب في خروج أجهزة الطرد المركزي عن نطاق السيطرة.
تم اختراق أجهزة الكمبيوتر الخاصة بالمشغل النووي بمحطة هايدرو للطاقة النووية في كوريا الجنوبية في ديسمبر 2014 حيث شملت الهجمات الإلكترونية الألاف من رسائل البريد الإلكتروني المخادعة التي تحتوي على تعليمات برمجية ضارة وسرقت المعلومات.

## انظر أيضًَا
- سلامة نووية
- اتفاقية الإرهاب النووي
- محطة طاقة نووية
- نظام سلامة المفاعلات النووية

## وصلات خارجية
- معلومات عن السلامة النووية
- اختيار الطاقة النووية